# 瑟倫·帕珀·波爾森
瑟倫·帕珀·波爾森（丹麥語：Søren Pape Poulsen；1971年12月31日—2024年3月2日），是丹麥的政治家，生前曾任保守人民黨黨魁。
2009年的地方選舉，波爾森所屬的政黨保守人民黨成為繼丹麦社会民主党、社會主義人民黨及丹麥人民黨第四大黨，他也成功當選維堡市鎮市長。
2014年8月10日，波爾森公開承認自己的同性戀身分。
2024年3月2日，波爾森因脑溢血病故。